# Ludwig Kratz
Ludwig Ferdinand Kratz (* 11. Mai 1911 in Jena; † 12. August 1957 in Mainz) war ein deutscher Chemiker.

## Leben und Werk
Sein Spezialgebiet war die Physikalische Chemie, insbesondere die Elektrochemie. 1936 promovierte er in Jena.
Er ist bekannt als Autor des Standardwerkes Die Glaselektrode und ihre Anwendungen (Steinkopff, Frankfurt, 1950).
Er gehörte zum „Zug der 41 Glasmacher“, die am 25./26. Juni 1945 von den US-Streitkräften von Jena nach Heidenheim an der Brenz im Westen Deutschlands verbracht wurden. Er arbeitete danach im Werk Landshut der Schott AG. 1952 wurde der neue Firmensitz in Mainz in Betrieb genommen, in dem er von 1954 bis 1957 die Abteilung Glasapparate leitete.

## Persönliches
Seine beiden Söhne Karl-Ludwig (1941–2025) und Jens Volker (1944–2024) wurden Professoren am Institut für Kernchemie an der Universität Mainz.
Am 12. August 1957 starb Ludwig Kratz im Alter von 46 Jahren in Mainz.

## Schriften
- Die spezifische Wärme von Nichtelektrolyten in Lösung und der Einfluß der Dielektrizitätskonstante des Lösungsmittels auf den Schwingungszustand ihrer Moleküle, Dissertation, Jena 1936
- Die spezifische Wärme von Nichtelektrolyten in Lösung und der Einfluß der Dielektrizitätskonstante des Lösungsmittels auf den Schwingungszustand ihrer Moleküle, zus. mit K. Bennewitz, Physik. Zeitschrift 37 (1936) 496
- Untersuchung zur Reinigung von Kolloiden durch Elektrodialyse. Colloid & Polymer Science (Historical Archive) 80 (1937) 33
- Ludwig Kratz, Neuere Arbeiten über Glaselektroden. Colloid & Polymer Science (Historical Archive) 86 (1939) 51
- Die Glaselektrode und ihre Anwendungen. Steinkopff, Frankfurt, 1950